# Campionati jugoslavi di sci alpino 1983
Ai Campionati jugoslavi di sci alpino 1983 furono assegnati i titoli di slalom gigante e slalom speciale, sia maschili sia femminili, e di discesa libera e combinata maschili.

## Risultati
| Specialità      | Uomini          | Donne             |
| --------------- | --------------- | ----------------- |
| Discesa libera  | Janez Pleteršek | non assegnato     |
| Slalom gigante  | Boris Strel     | Andreja Leskovšek |
| Slalom speciale | Bojan Križaj    | Anja Zavadlav     |
| Combinata       | Stojan Puhalj   | non assegnato     |